# Wade Barrett (calciatore)
Wade Barrett (Virginia Beach, 23 giugno 1976) è un allenatore di calcio ed ex calciatore statunitense, di ruolo difensore.

## Carriera

### Club

#### Primo periodo in America
Dopo aver iniziato al College of William and Mary, dove tra il 1994 ed il 1997 segnò 38 gol, fornì 26 assist e fu votato come NSCAA All-American, fu sorteggiato al MLS College Draft del 1998 degli allora San Jose Clash, dove passò a giocare da centrocampista a difensore, saltando però gran parte della stagione 2000 per infortuni; tornò quindi nel 2001, contribuendo alla vittoria di San Jose nella MLS Cup di quell'anno e l'anno dopo fu scelto nella MLS Best XI. In 5 anni nella lega segnò 5 gol e fornì 22 assist.

#### Il periodo in Europa
Lasciò la MLS al termine della stagione 2002, firmando con i danesi del AGF Aarhus, con cui passò la seconda metà del 2002 e molto del 2003, senza però diventarne titolare; decise quindi nel luglio 2004 di trasferirsi al Fredrikstad FK in Norvegia, in squadra con il connazionale Brian West, in una breve esperienza.

#### Il ritorno in America
Lasciò la Scandinavia nel gennaio 2005, tornando a San Jose e vincendo il MLS Supporters' Shield al primo tentativo; con gli altri compagni di squadra si trasferì ad Houston per diventare parte degli Dynamo nella stagione 2006. Nelle prime due stagioni dei Barrett e i compagni finirono secondi nella Western Conference, vincendo però la MLS Cup e, in quanto capitano, sollevando il trofeo entrambe le volte. In quelle due stagioni saltò solo una gara di "regular season". Si ritirò all'inizio della stagione 2010 per diventare assistente allenatore della squadra.

### Nazionale
Nel marzo 2007 giocò le sue prime due partite per la nazionale statunitense, debuttando il 17 novembre 2002 contro la nazionale di El Salvador; fu convocato per il ritiro della nazionale per la gara di qualificazione ai mondiali del 2006 dell'8 ottobre 2005 contro la Costa Rica ma subì un infortunio in allenamento che gli impedì di partecipare alla gara. Nel marzo 2007 fu convocato di nuovo per il ritiro in vista delle amichevoli contro l'Ecuador ed il Guatemala, contro cui giocò come subentrato nel secondo tempo.

## Palmarès
- Campionato MLS: 3

San Jose Earthquakes: 2001
Houston Dynamo: 2006, 2007
- MLS Supporters' Shield: 1

San Jose Earthquakes: 2005